# 长濑产业株式会社
长濑产业株式会社（英文名：NAGASE & CO., LTD. ）在大阪府大阪市西區設有大阪總店（總店），在东京都中央区设有东京总店，主要以化学产品和医药为主的贸易公司。与伊藤忠商事株式会社、阪和工业、岩谷产业、稻田产业、山善一样，总部设在大阪。

## 概述
1832年年（天保3年）6月18日，创始人长濑传兵卫在京都西阵成立了鲮形屋 （原公司），经营染料、淀粉等产品。1898年（明治31年），公司總部遷至大阪，將業務擴大到化學品批發。如今該公司仍專注於药品和照相材料的批发业务，并拥有内部研究中心（长濑研发中心）。
长濑产业株式会社曾是伊士曼柯达在日本的總經銷商（目前也是從該公司分拆出來的伊士曼化学公司的经销商），同时还与陶氏化工、通用电气等公司合作。该公司从创立至今一直由创始家族管理。
2011年8月3日，公司成為同年破產的林原集团的重组发起人 ，並於2012年2月3日將林原株式會社增資100%，使其成為全資子公司。

## 办公室
- 大阪总公司：大阪西区新町1-1-17
- 东京总公司：东京都中央区日本桥小船町5-1
- 名古屋店：名古屋中区丸之内3-14-18
- 研发中心：神户市西区室屋2-2-3神户高科技园区

## 历史
- 1832年6月长濑传兵卫创立“鱗形屋”。
- 1893年8月大阪市西区开设大阪分店。
- 1898年11月总公司迁至大阪。
- 1900年9月与瑞士巴塞尔化学工业公司开始业务往来。
- 1911年7月东京分店开业。
- 1917年12月成立长濑商店株式会社资本金：300万日元。
- 1923年4月与美国伊士曼柯达公司开始业务往来。
- 1930年11月与美国联合碳化物公司签订销售代理协议。
- 1940年4月名古屋分店开业。
- 1943年6月变更商号为长濑产业株式会社
- 1964年9月公司在大阪证券交易所第二部上市。
- 1968年4月与美国通用电气公司签订代理协议。
- 1970年4月与瑞士Ciba Geigy共同投资成立Nagase Ciba Co., Ltd.（现Nagase ChemteX Co., Ltd.，合并子公司）。8 月被指定为东京证券交易所和大阪证券交易所第一部股票。
- 1971年2月在香港成立长濑（香港）有限公司（现为合并子公司），4月与美国通用电气公司合资成立工程塑料有限公司。
- 1974年2月与美国Technical Operations, Inc.合资成立Nagase Landauer Co., Ltd.（现为权益法关联公司）。
- 1975年4月Nagase Singapore (Pte) Ltd. （现为合并子公司）在新加坡成立。
- 1980年4月在德国杜塞尔多夫成立 Nagase (Europa) GmbH（目前为合并子公司）。
- 1982年3月Nagase (Malaysia) Sdn. 在马来西亚吉隆坡（现为合并子公司）成立。
- 1985年5月首尔分店开业。
- 1988年8月在台湾成立台湾长濑股份有限公司（现为合并子公司）。
- 1989年3月Nagase (Thailand) Co., Ltd.在泰国成立。4月长濑科学技术财团（现为长濑科学技术财团）成立。7月东京分公司成为东京总公司，采用大阪、东京双总公司体制。
- 1990年3月在美国田纳西州成立合资公司Sofix Corporation（现为合并子公司）。4 月长濑研发中心在神户市开业。12月在台湾成立合资公司彰化塑胶股份有限公司（现为合并子公司）。
- 1997年4月在菲律宾马尼拉成立长濑菲律宾公司（现为合并子公司）。9月在中国上海成立上海长濑贸易有限公司（现为合并子公司），在韩国安阳成立长濑工程服务韩国有限公司（现为合并子公司）成立。
- 1998年2月在印度尼西亚雅加达成立Nagase Importor-Ekspor Indonesia（现为合并子公司）。3月在中国上海成立上海华昌贸易有限公司（现为合并子公司）。
- 2001年3月 - 废除首尔分公司，设立当地法人长濑韩国株式会社（现为合并子公司）。8月 - Nagase FineChem Singapore (Pte) Ltd. 在新加坡成立（现为合并子公司）。
- 2002年3月在中国广州成立广州长濑贸易有限公司（现为合并子公司）。7月在越南河内设立代表处。9月在中国无锡成立长濑精成化学（无锡）有限公司（现为合并子公司长濑电子材料（无锡）有限公司）。
- 2003年9月在中国天津成立天津长濑国际贸易有限公司（现为合并子公司）。
- 2004年9月在中国深圳成立昌华国际贸易（深圳）有限公司（现为合并子公司）。
- 2005年1月在中国苏州成立东宅工业（苏州）有限公司（现为合并子公司）。11月在台湾成立长濑电子科技有限公司（现为合并子公司）。12月在菲律宾成立长濑菲律宾国际服务公司（现为合并子公司）。
- 2006年1月收购德国半导体制造设备制造商Pac Tech-Packaging Technologies GmbH（目前为合并子公司）的股份。11月Nagase India Private Ltd. 在印度（现为合并子公司）成立。
- 2007年7月在兵库县尼崎市开设长濑应用工作室。
- 2008年4月在大阪府堺市开设堺营业所。9月Nagase Vietnam Co. 在越南（现为合并子公司）成立。
- 2009年1月迪拜分公司开业。
- 2012年1月美国改性环氧树脂制造商Engineered Materials Systems Inc. （目前为合并子公司）。2月收购林原株式会社（总公司：冈山市，现为合并子公司）的股份。7月Nagase do Brasil Comercio de Produtos Quimicos Ltda成立。
- 2020年10月将子公司长濑制药株式会社的全部股份转让给盐野木工业株式会社的全资子公司盐野木制药株式会社（长濑制药株式会社转让），2022年（令和4年）4月1日与盐野木制药株式会社合并）。12月将子公司Nagase Logistics Co., Ltd.的部分转让给Senko Co., Ltd.。长濑物流有限公司将成为与本公司的合资公司及本公司的权益法关联公司，其商号变更为Senko Nagase Logistics Co., Ltd.。
- 2022年8月15日由于东京总公司大楼重建，东京总公司从东京中央区日本桥小船町暂时搬迁至千代田区大手町的常盘桥大厦（预计竣工日期为2026年）。

## 附属机构
- 制造业
  - 长濑ChemteX株式会社
  - 林原株式会社
  - 濑图南化成株式会社
  - 东宅工业株式会社
  - 长濑技术工程有限公司
  - 福井山田化学工业有限公司
  - 长濑过滤器株式会社
  - 凯泰克斯有限公司
  - 太太化工株式会社
  - Sundelta有限公司（所有者）
  - 本州瑞姆有限公司（所有者）
  - 东洋美容用品株式会社
  - Ex-Grade有限公司（控股）
  - SN科技有限公司（业主）
  - 日精科技株式会社（所有者）
  - Xenomax Japan Co., Ltd.（所有者）
  - 丝网装饰印刷有限公司
  - 艾恩斯有限公司
- 销售
  - 长濑化学工业株式会社
  - 长濑塑料工业株式会社
  - 长濑美容护理株式会社
  - 西日本长濑株式会社
  - 长濑电子株式会社
  - 长濑研磨设备株式会社
  - 长濑太阳生物株式会社
  - 长濑技术服务有限公司
  - OG Nagase Color Chemical Co., Ltd.（所有权） - 与OG Co., Ltd. 合资（50%）
- 服务
  - 长濑信息开发株式会社
  - 长濑商务专家株式会社
  - 长濑化学规格株式会社
  - Nagase Landauer Co., Ltd.（所有权） - 与美国Landauer的合资公司（50%）
  - Senko Nagase Logistics Co., Ltd. - 与Senko Co., Ltd.的合资公司
  - 长工株式会社

## 脚注
1. ↑  コーポレート・ガバナンス （页面存档备份，存于） - 長瀬産業株式会社
2. ↑   (PDF) (新闻稿). 長瀬産業株式会社. 2022-06-21  [2022-10-21]. （原始内容存档 (PDF)于2023-03-14）.
3. ↑  更生会社株式会社林原等の再建支援に関するスポンサー契約締結のお知らせ （页面存档备份，存于） 長瀬産業プレスリリース2011年8月3日

## 相关项目
- IMAGICA GROUP：最初，该公司的胶片冲洗部门被分拆为一家独立的公司，该公司的原始名称是东洋照相馆。这是柯达指定的采用外部冲洗方法的照相馆。也展现了其在电影胶片开发方面的实力，目前是国内主要的数字视频编辑公司，剪辑制作多款电影和广告。虽然目前没有直接的资本关系，但它们是事实上的姐妹公司。
- IMAGICA实验室
- 家族企业：长期以来，由创始家族成员长濑家族成员担任代表董事，但在2015年4月，创始家族成员朝仓健二被任命为代表董事。